# Апарт
Апарт (фр. a part від латинського a parte — про себе, не для усіх) — театральний термін, що означає монологи або репліки, спрямовані до публіки (вважається, що присутні на сцені їх не чують).
Друге значення — письмове позначення таких промов в п'єсах і ролях, для дотримання цього прийому акторами або читцями п'єси.
Репліки апарт є, наприклад, в п'єсах «Ревізор», «Лихо з розуму», «Вовки та вівці», «Оптимістична трагедія».